# Édouard Manet

Edouard Manet: Le Gamin, 1874. Etsning Thielska Galleriet, Stockholm

Édouard Manet, född 23 januari 1832 i Paris, död 30 april 1883 i Paris, var en framstående fransk målare. Han var föregångare och inspirationskälla till den franska impressionismen, och hans egen mest kända tavla är den skandalomsusade Frukost i det gröna.

## Biografi
Manet studerade för Thomas Couture på École des Beaux-Arts (1850–1856). Han debuterade på Parissalongen 1859 med Överraskad nymf och Barn med körsbär. Målningen Den spanske sångaren (1860) fick på 1861 års salong ett hedersomnämnande. Detta var dock Manets enda publika framgång. Hans Frukost i det gröna (1863) och Olympia (1863) hälsades med ett ramaskri av den samtida kulturopinionen. 
Manet utmanade i grunden den akademiska traditionen i Frankrike och blev på grund av detta offer för kontroverser och förlöjliganden. Detta berodde i huvudsak på att de kvinnliga gestalterna i många av hans verk var eller föreställde prostituerade vilket uppfattades som ytterst stötande av den borgerliga publiken. 
I sin skildring av samtiden hämtade Manet inspiration från mycket respekterade traditionella kompositioner, främst av renässanskonstnärer som Giorgione, Rafael och Tizian. Den målare som utövade det största inflytandet på Manets konst var dock spanjoren Diego Velázquez, som Manet 1865 utropade till "målarnas målare". Från Velázquez hämtade Manet främst den svala grå-gröna färgskalan. 
Under 1870-talet kom Manet i Argenteuil under inflytande av impressionisterna med Claude Monet i spetsen. Detta märks kanske tydligast i Claude Monet målar i sin ateljébåt och Argenteuil (båda 1874). Impressionisterna lät sig i sin tur påverkas av Manets brist på intresse för målningens motiv och hans betoning av konstnärens totala frihet i valet av färger och valörer.
Manets målningar hänger på konstmuseer runt hela världen, bland annat på Musée d'Orsay i Paris och Nationalmuseum.

## Privatliv
Édouard Manet gifte sig 1863 med sin nederländska pianolärare Suzanne Manet, född Leenhoff. Hon hade 1852 fött en son, Léon Koëlla Leenhoff bekant från Frukost i ateljén och Päronskalaren, vars biologiska far sannolikt var Manet själv. Hustrun stod modell för ett antal av hans målningar, där Överraskad nymf (1861) var en av de tidigaste.
En annan som stod modell för Manet var konstnären Berthe Morisot som var gift med Manets yngre bror Eugène (1833–1892). Hon syns i bland annat Balkongen (1868–1869) och Berthe Morisot med en bukett violer (1872).

## Eftermäle
Asteroiden 11984 Manet är uppkallad efter honom.

## Bildgalleri

Frukosten i det gröna (1861–1863). Musée d'Orsay, Paris
Olympia (1863). Musée d'Orsay, Paris
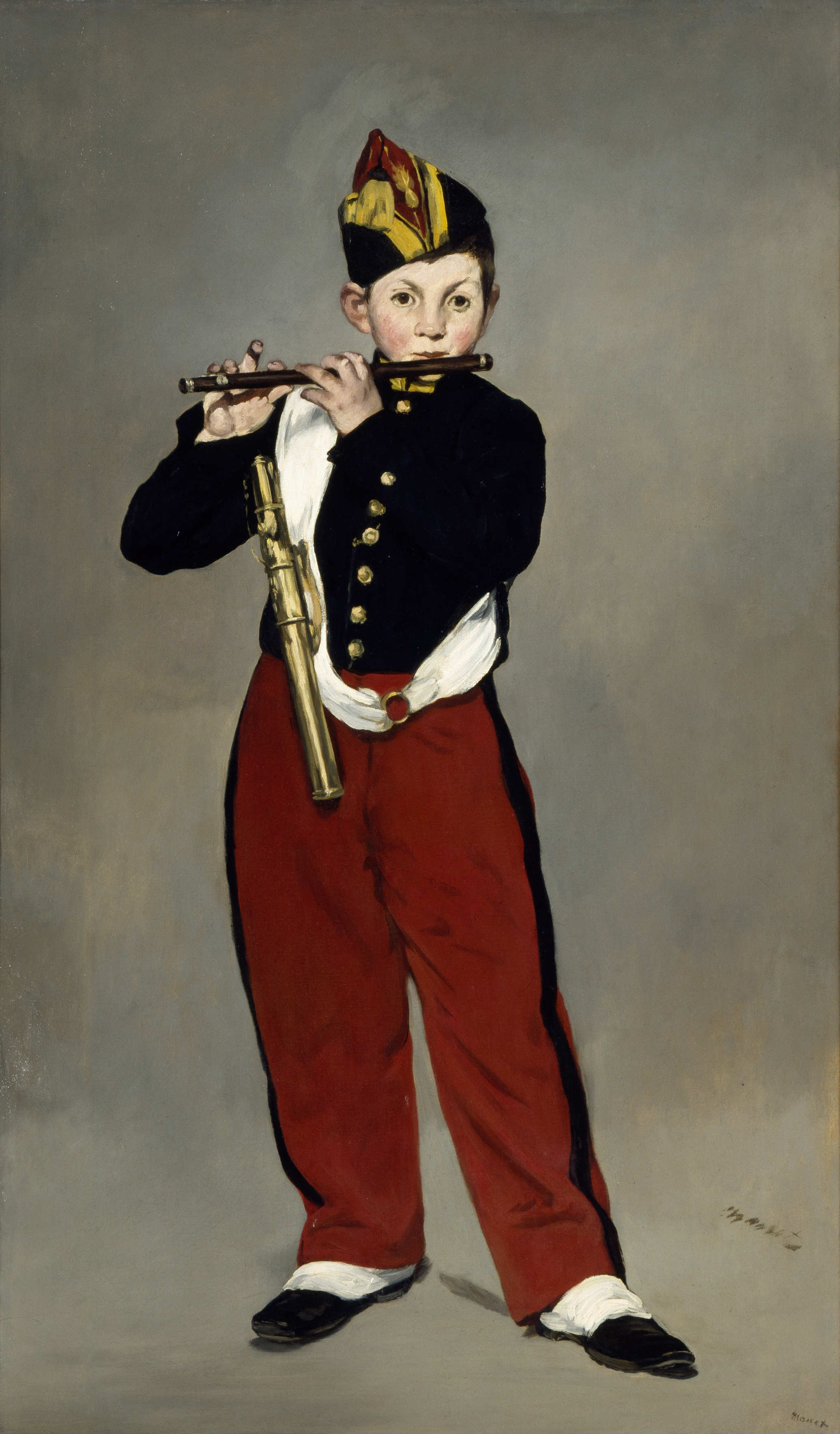
Flöjtspelaren, 1866. Musée d'Orsay
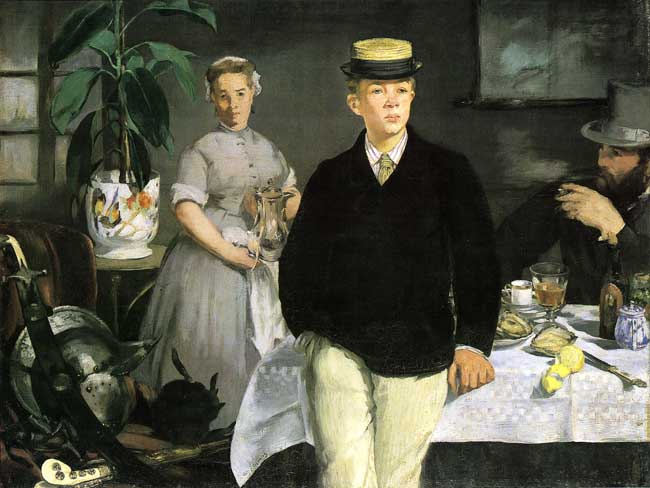
Frukost i ateljén, 1868. Neue Pinakothek, München
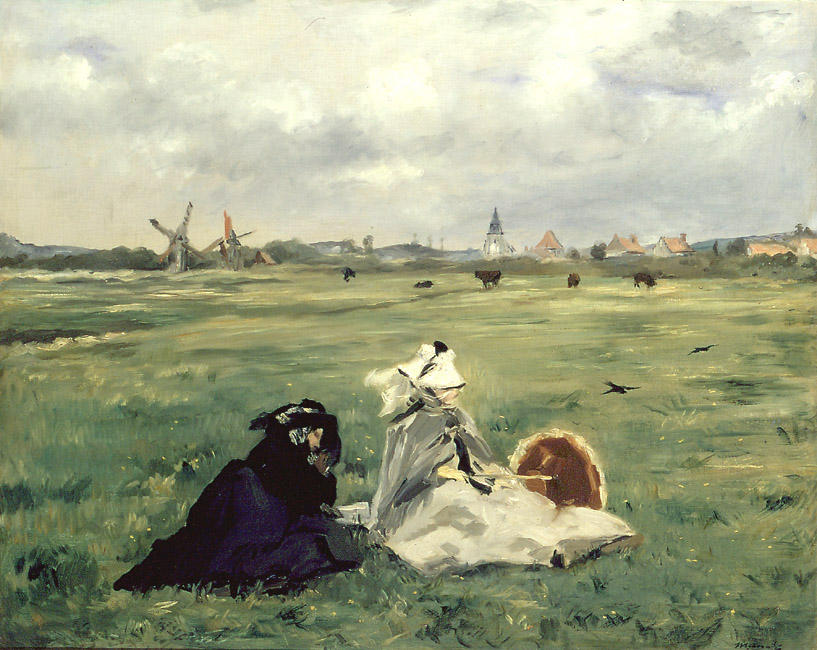
Hirondelles, 1873. Stiftung Sammlung E. G. Bührle, Zürich
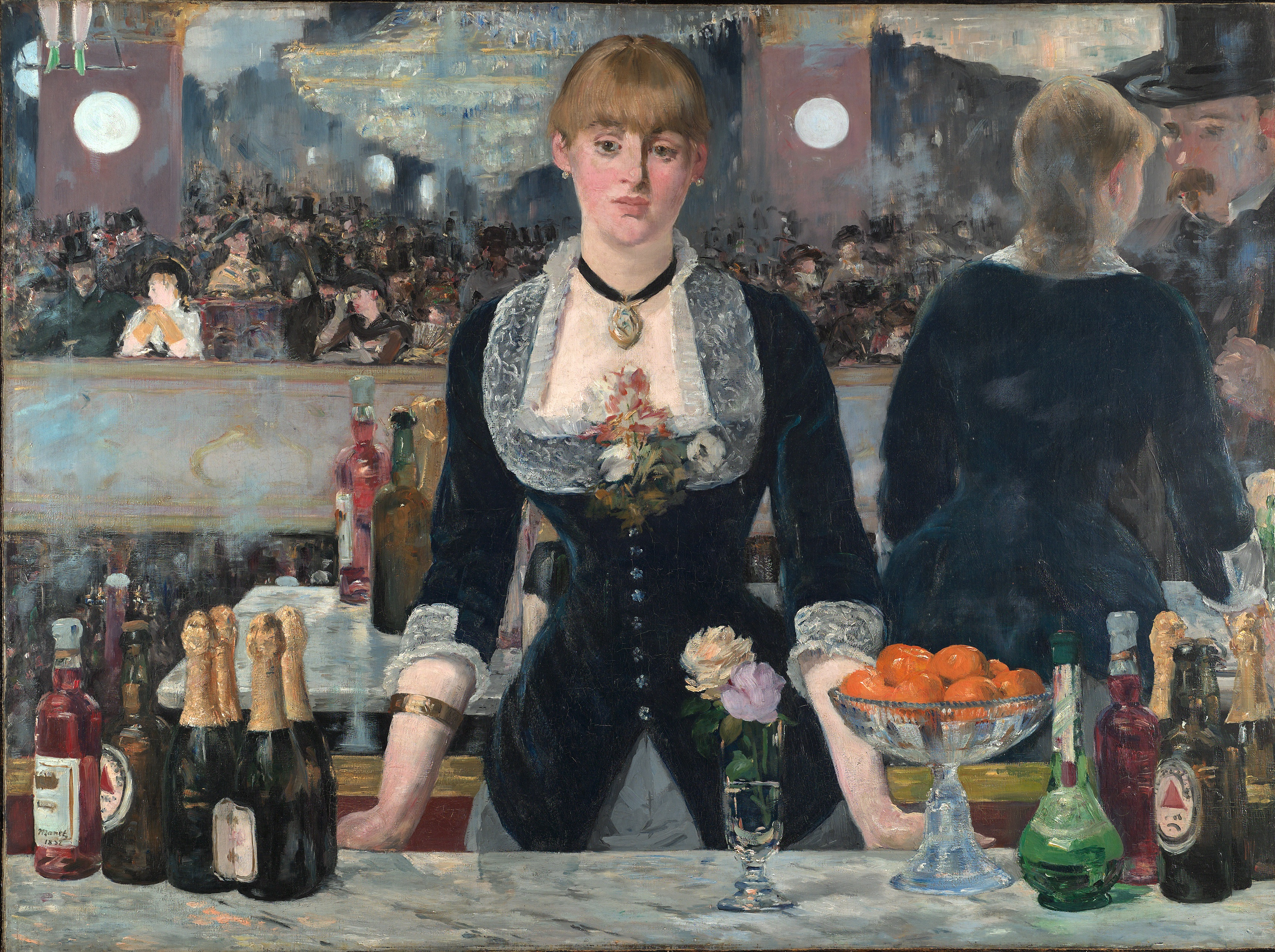
En bar i Folies Bergère, 1882. Courtauld Institute of Art i London.
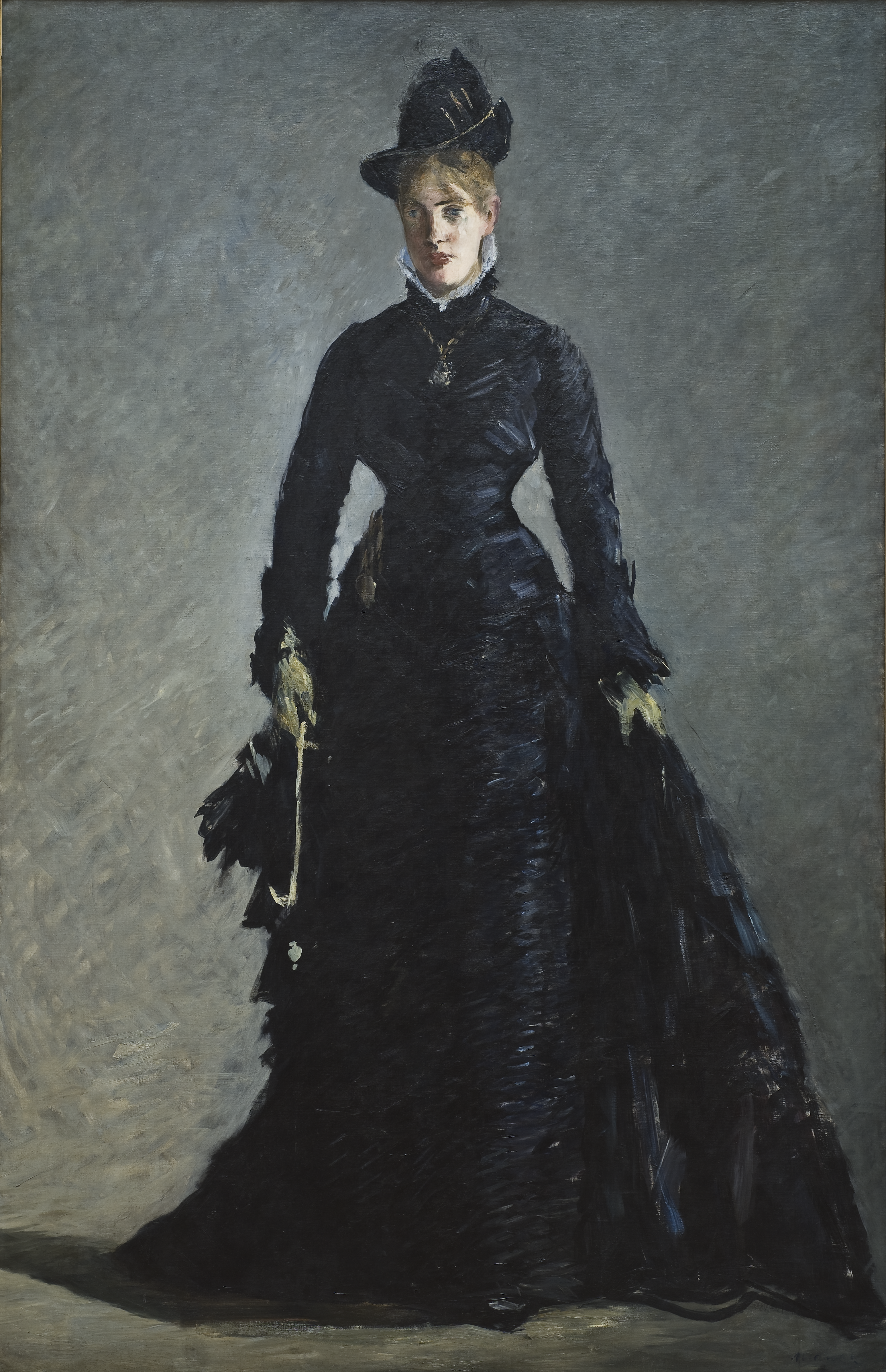
Parisiska, 1883. Sedan 1917 Nationalmuseum i Stockholm.